# Auguste-Maurice Clément
Auguste-Maurice Clément (ur. 26 czerwca 1865 w Enghien-les-Bains, zm. 3 marca 1939) – francuski duchowny katolicki, biskup. Święcenia kapłańskie przyjął w 1894 roku, zaś w 1924 został mianowany przez papieża Piusa XI ordynariuszem diecezji Monako. Sakrę przyjął 2 lipca tegoż roku, ingres odbył 19 października. Kierował diecezją do roku 1936. Został wówczas mianowany biskupem tytularnym Algiza.  Zmarł 3 marca 1939 roku.